# Graeme Smith
Graeme Smith (ur. 8 czerwca 1983 w Edynburgu) – szkocki piłkarz, występujący na pozycji bramkarza. Od 2018 roku gracz klubu Stenhousemuir.

## Kariera klubowa
Smith profesjonalną piłkarską karierę rozpoczął w klubie Rangers F.C., w roku 1999. Był wypożyczony do Ross County. W latach 2005–2009 grał w Motherwell, a w sezonie 2009/2010 w Brighton & Hove Albion. W 2010 odszedł do Hibernianu. W kolejnych latach występował w zespołach FK Qəbələ, Partick Thistle, Ayr United, Brechin City oraz Stenhousemuir.
W Scottish Premier League rozegrał 143 spotkania.

## Kariera reprezentacyjna
Do reprezentacji Szkocji został po raz pierwszy powołany w sierpniu 2006 roku. Nie wystąpił jednak w meczach przeciwko Wyspom Owczym, jak również Litwie w kwalifikacjach do Euro 2008.